# Josefina López Sanmartín
Josefina López Sanmartín (Barcelona, 21 de febrer de 1919 - el Grau de Castelló, 6 de gener de 1989) fou una política catalana establerta al País Valencià, senadora al Senat d'Espanya.

## Biografia
Des del 1932 va militar en el PCE i de 1936 a 1945 va formar part de la Comissió Executiva Nacional de les Joventuts Socialistes Unificades (JSU). També va ser secretària general de la Unió de Xiques de les JSU. Fou esposa de Fernando Claudín, històric dirigent del PCE, a qui va conèixer en un Congrés a Saragossa i en acabar la guerra civil espanyola es va exiliar. Va ser tancada en un camp de concentració a Orà, Algèria. Un cop alliberada, fou enviada pel partit a la Unió Soviètica on es va llicenciar en eslavística a la Universitat de Moscou doctorant-se amb una tesi doctoral sobre les relacions russo-hispàniques en l'època de Napoleó Bonapart.
Durant la Segona Guerra Mundial fou evacuada als Urals. El 1943 començà com a locutora a Ràdio Pirinenca, on va emetre durant 25 anys. També va residir a Praga, Bucarest, Belgrad i Sofia. Finalment va tornar a Espanya en 1967, llicenciant-se en Filosofia i Lletres a la Universitat de Madrid. Durant la Transició espanyola es va establir al Grau de Castelló i fou escollida regidora a l'ajuntament de Castelló de la Plana dins les llistes del PCPV a les eleccions municipals espanyoles de 1979 i en les del PSPV-PSOE a les eleccions municipals espanyoles de 1983, arribant a tinent d'alcalde. Entre 1979 i 1982 fou Directora General de Benestar Social del Consell del País Valencià.
Fou elegida senadora per la província de Castelló pel PSPV-PSOE a les eleccions generals espanyoles de 1986. Dins del Senat d'Espanya fou vocal de les Comissions d'Afers Exteriors, Indústria i Energia i del Defensor del Poble i dels Drets Humans. Va morir poc abans d'acabar el seu mandat i fou substituïda per Benjamín Salvador Nebot.